# Яжинце
 Тази статия е за селото в Северна Македония.  За селото в Косово вижте Яжинце (Косово).  
Яжинце или Яжинци (на македонска литературна норма: Јажинце) е село в Северна Македония, в община Йегуновце.

## География
Селото е разположено в областта Долни Полог до границата с Косово в югоизточните поли на Шар планина под връх Люботрън. В Яжинце функционира граничен контролно-пропускателен пункт към Косово.

## История
В османски данъчни регистри на немюсюлманското население от вилаета Калканделен от 1626-1627 година е отбелязано село Яжинче с 30 джизие ханета (домакинства).
В края на XIX век Яжинце е преобладаващо албанско село в Тетовска каза на Османската империя. Андрей Стоянов, учителствал в Тетово от 1886 до 1894 година, пише за селото:
| „ | С. Яжинци. — Близо надъ селото има развалини отъ стара цьрква. | “ |

Според статистиката на Васил Кънчов („Македония. Етнография и статистика“) в 1900 година Яжинци има 25 жители българи християни и 220 арнаути мохамедани.
Според патриаршеския митрополит Фирмилиан в 1902 година в селото има 5 сръбски патриаршистки къщи. По данни на секретаря на Българската екзархия Димитър Мишев („La Macédoine et sa Population Chrétienne“) в 1905 година всичките 24 християнски жители на Яжинци са българи патриаршисти сърбомани.
При избухването на Балканската война в 1912 година 1 човек от Яжинци е доброволец в Македоно-одринското опълчение.
На етническата си карта на Северозападна Македония в 1929 година Афанасий Селишчев отбелязва Яжинце като албанско село.
Според преброяването от 2002 година Яжинце има 1099 жители.
| Националност | Всичко |
| македонци    | 0      |
| албанци      | 1098   |
| турци        | 0      |
| роми         | 0      |
| власи        | 0      |
| сърби        | 0      |
| бошняци      | 0      |
| други        | 1      |

В селото има паметник на Хаким Селмани от АНО.

## Личности
Родени в Яжинце
- Иван Костов, македоно-одрински опълченец, 2 рота на 9 велешка дружина и 12 лозенградска дружина[9]